# Saâd Chraïbi
Pour les articles homonymes, voir Chraïbi.
Saâd Chraïbi (en arabe : سعد الشرايبي ) est un réalisateur et scénariste marocain né le 27 juillet 1952 à Fès.
Il a réalisé de nombreux films et documentaires traitant de la société et de l'histoire marocaine, notamment de la période coloniale et des « années de plomb », mais aussi de la condition féminine au Maroc. Militant et intellectuel, il a rédigé de nombreux articles et participé à des conférences dans le monde sur le cinéma.

## Biographie

### Carrière
De 1968 à 1970, Saâd Chraïbi étudie à la Faculté de médecine de Casablanca. Dans les années 1970, il devient membre de la Fédération nationale des ciné-clubs du Maroc, et fonde en 1973 le ciné-club « Al Azaim », qu'il dirige jusqu'en 1983.
En 1976, il participe à la réalisation du film collectif Les cendres du clos, avec notamment Abdelkader Lagtaâ et Abdelkrim Mohammed Derkaoui. Il sort en 1990 son premier long-métrage, Chronique d’une vie normale. En 2000, il réalise Soif, qui revient sur le passé colonial du Maroc.
En 1998, Saâd Chraïbi inaugure une trilogie consacrée à la condition des femmes marocaines en réalisant le film Femmes... et femmes, traitant des violences conjugales et de l'inégalité des sexes. Ce long-métrage bat à l'époque tous les records du box-office marocain, comptabilisant 72 138 billets vendus dès la première semaine. Ce film est suivi en 2004 par Jawhara, fille de prison, mettant en scène une petite fille née d'un viol, et qui grandit en univers carcéral aux côtés de sa mère, dans le contexte des « années de plomb »,. La trilogie se finit en 2011 par la réalisation de Femmes en miroirs,.
En décembre 2015, il est membre du jury courts métrages du 15e Festival international du film de Marrakech, présidé par Joachim Lafosse[réf. nécessaire].

### Vie privée
Saâd Chraïbi est le frère du réalisateur Omar Chraïbi. Après un premier mariage durant lequel il eut deux fils, il se remarie en 1998 avec l'actrice marocaine Mouna Fettou (qui joue dans nombre de ses films), avec laquelle il a un fils. Ils divorcent en juillet 2005,.

## Filmographie

### Au cinéma
- 1976 : Les cendres du clos (réalisation collective)
- 1978 : De la vie d'un village (court-métrage, documentaire)
- 1980 : Paroles et expression (court-métrage)
- 1982 : Absence (moyen-métrage)
- 1990 : Chronique d’une vie normale
- 1998 : Femmes... et femmes
- 2000 : Soif
- 2004 : Jawhara, fille de prison
- 2008 : Islamour
- 2011 : Femmes en miroirs
- 2019 : Les 3 M Histoire Inachevée

### À la télévision
- 2002 : L'Affaire Sarah T. (téléfilm)
- 2005 : Demande d'emploi (téléfilm)
- 2006 : Déchirement (téléfilm)

## Publication
- Fragments de mémoire... cinématographique, 3DISFILM, 2019, 237 p. (ISBN 9789920389778)